# Joe Davis (Musikverleger)
Joseph Medford „Joe“ Davis (* 6. Oktober 1896 in New York City; † 3. September 1978 in Louisville (Kentucky)) war ein US-amerikanischer Musikproduzent, Verleger und Promoter im Bereich des Jazz, Rhythm and Blues und der Popmusik.

## Leben und Wirken
Joe Davis begann seine Karriere in der New Yorker Musikindustrie Ende der 1910er Jahre zunächst als Songwriter und Sänger, der für Columbia Records aufnahm. Mitte der 1920er Jahre begann er, unter eigenem Management eine Reihe von Blues- und Pop-Sängern bei verschiedenen Labels unterzubringen, währenddessen er seine eigene Karriere als Joe Davis, The Melody Man vorantrieb. Er gründete 1919 mit George F. Briegel (1890–1968) den Musikverlag Triangle Music Publishing Co. Über die von ihm ab 1926 als Manager betreute Bluessängerin Martha Copeland erreichte er es, dass mehrere der dort verlegten Kompositionen bei Columbia eingespielt und veröffentlicht wurden.

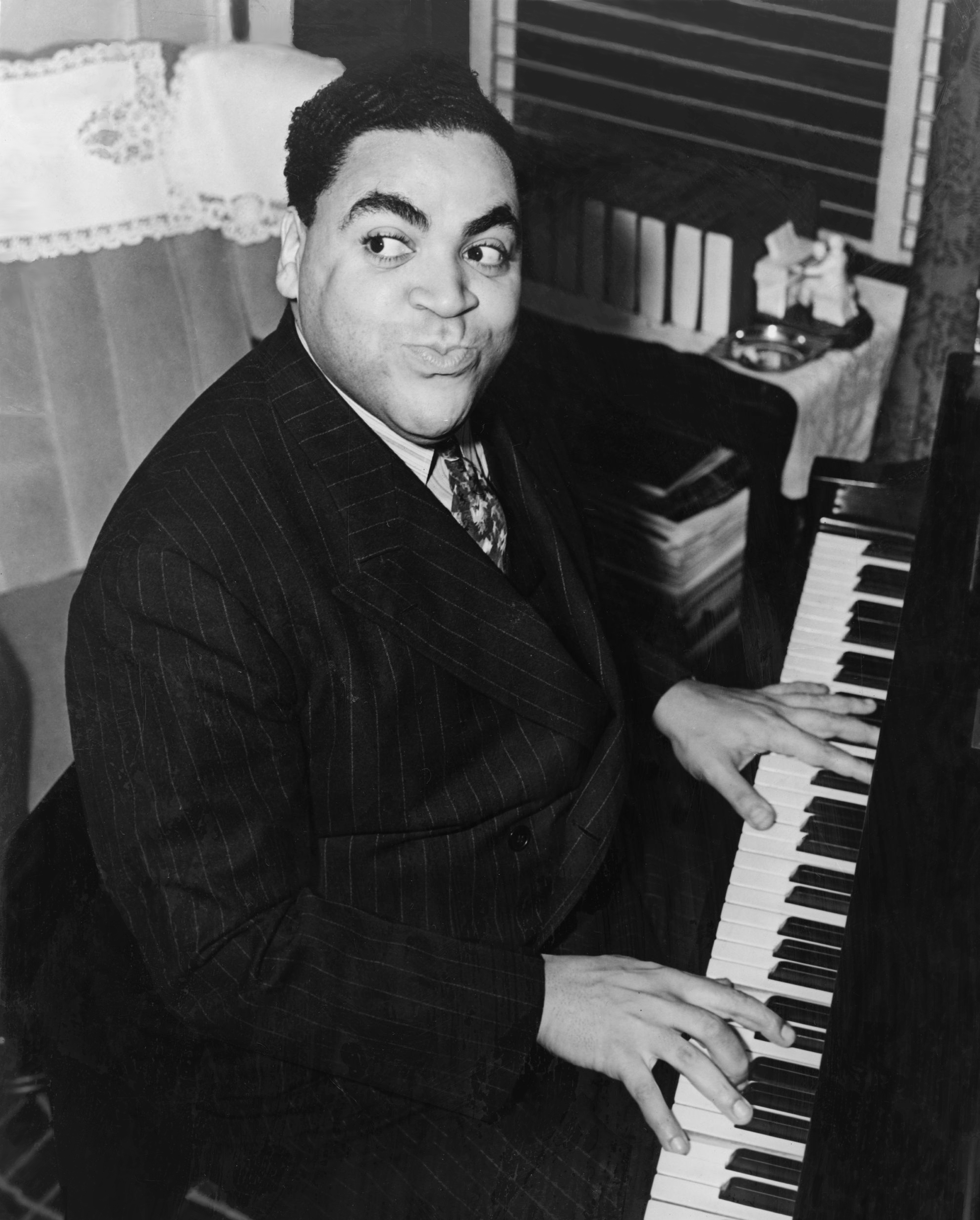
Fats Waller 1938

Als Verleger arbeitete er ab 1929 mit dem Pianisten Thomas Waller, der sich auf Davis’ Initiative bald Fats Waller nennen sollte. Joe Davis gilt als treibende Kraft bei der Karriere Wallers; er brachte ihn dazu, sich auch auf das Singen zu verlegen. Waller zeitweise bei Davis angestellt und so fand sich Davis’ Name etwa als Urheber der Waller-Songs Alligator Crawl (1927) und Our Love Was Meant To Be, sowie der Andy-Razaf-Titel Alexander's Back in Town und After I’ve Spent My Best Years on You. Vertragliche Vereinbarungen zwischen Davis und Andy Razaf führten dazu, dass Razaf 1927 keine Tantiemen seines mit Paul Denniker verfassten Hits S’posin’ erhielt. Als Verleger kooperierte Davis u. a. auch mit Paul Denniker, Porter Grainger (Wylie Avenue Blues, 1927), Howard Johnson (Florida Flo), Chris Smith, Alex Hill, Spencer Williams, Carson Robison, J. C. Johnson und Claude Hopkins. In den 1930er Jahren gab Davis das Triangle-Imprint auf und ersetzte es durch Joe Davis, Inc. 1939 verkaufte er die Firma und verlagerte seine Aktivitäten auf die Produktion von Schallplatten.

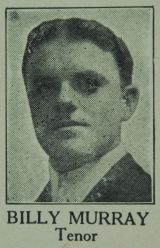
Billy Murray um 1919

Im Mai 1942 gründete er sein erstes Plattenlabel Beacon Records. Erste Veröffentlichung war Indiana Blues von Jerry Wayne mit dem Orchester von Van Alexander. Auf dem Label erschien 1943/44 Musik von Billy Murray/Monroe Silver (Casey and Cohen in the Army 1943), Deryck Sampson, Irving Kaufman mit dem Buddy Clark Orchestra und lokalen Vokalensembles wie The Red Caps.
Um 1944 kaufte er sich in das Plattenlabel Gennett Records ein und versuchte, es mit Aufnahmen u. a. von Savannah Churchill, der State Street Ramblers von Jimmy Blythe, Thomas A. Dorsey (als Georgia Tom) und Bradley Kincaid zu reaktivieren. 1944 wollte er die Master des bankrottgegangenen Labels Varsity Records von 1939 auf Schallplatte pressen lassen, mit Jazz-Aufnahmen von Harry James, Frank Trumbauer, Vincent Lopez und Sammy Kaye. Davis hatte nur eine geringe Schellack-Zuteilung, mit denen er Platten pressen konnte. Da erfuhr er, dass der Zehnjahresvertrag von Decca für die Vermarktung des Gennett-Labels auslief. Ein Teil von der Schelleck-Ration der Decca war an Gennett gebunden, das aber bereits 1934 die Herstellung von Schallplatten eingestellt hatte. Joe Davis, der Master zur Veröffentlichung besaß, lieh Gennett Geld und erhielt so die Mehrheit von Gennetts Schellack-Zuteilung. Dies ermöglichte ihm als Gennett-Subunternehmen, einen Katalog mit den Mastern des Varsity-Labels und neuen Aufnahmen aufzubauen, jedoch nur mit kurzem Erfolg. Die Bundessteuerbehörde akzeptierte jedoch dieses Vorgehen nicht. Davis übertrug dann die Vermarktung dieser Master an das neue MGM-Label.
1944 gründete er die Joe Davis Record Company mit den Unterlabel Beacon, Celebrity und (Joe) Davis Records. 1945 befand sich sein Unternehmen an der 331 West 49th Street, mit einer Filiale in Richmond (Virginia). Dort befand sich die Gennett-Stammfirma Starr Piano Company, die bisher schon für Decca Schallplatten produziert und nun kurzfristig für die Pressung der Davis-Produktionen reaktiviert wurde.
Auf seinen Labels erschien Jukebox-Musik, meist gängige Pop-, Jazz-, Rhythm-&-Blues-, Gospel- und Latin-Musik, u. a. von Una Mae Carlisle (I'm a Good, Good Woman 1945), Coleman Hawkins (On the Bean 1945) und des Vokalensembles Five Red Caps (Just for You).
Joe Davis hatte Carlisle nach dem Auslaufen ihres Kontraktes mit Bluebird Records übernommen, stellte sie auch als Songwriterin heraus und organisierte eine Session mit profilierten Jazzmusikern wie Ray Nance, Budd Johnson und Shadow Wilson (Tain't Yours).

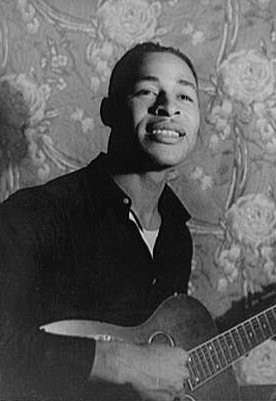
Gabriel Brown (1935)

Unter den Veröffentlichungen von Davis war auch ein Album von Otis Blackwell und eine Kompilation mit dem Titel World Famous Rhythm and Blues Groups. In den 1950er Jahren erschienen auf Davis Records Swing- und Jazz-Aufnahmen u. a. von Frank Signorelli, Erskine Butterfield, Lee Castle und Eddie Miller, ferner unter Joe Davis Records oder Blues von Walter Thomas, Champion Jack Dupree und Gabriel Brown.
Er arbeitete in den Nachkriegsjahren eine Zeitlang bei MGM Records und gründete im Frühjahr 1953 das Label Jay-Dee, auf dem er als erste Veröffentlichung eine Aufnahme der Vokalgruppe The Crickets mit dem Leadsänger (Grover) Dean Barlowe herausbrachte (nicht zu verwechseln mit Buddy Hollys Begleitband The Crickets). Es folgten Schallplatten von Doo-Wop-Ensembles wie The Blenders (Don't Play Around With Love 1953) und The Mellows mit der Leadsängerin Lillian Leach. Erfolgstitel der Mellows unter Joe Davis waren How Sentimental Can I Be im August 1954, Smoke from Your Cigarette im Januar 1955 und als größter Hit I Still Care, das im April 1955 erschien.  1956 nahm er die Gruppe The Chestnuts auf (Love Is True).
1954 reaktivierte Davis sein Beacon-Label für die Veröffentlichung von R&B-Schallplatten. Es erschienen weitere Aufnahmen der Vokalgruppen Dean Barlow & The Crickets und The Deep River Boys. 1961 nahm er auf Beacon u. a. auch Musik des Jazzpianisten Elmo Hope auf, hauptsächlich aber gängige Unterhaltungsmusik.
In seinen späteren Jahren führte er seine Unternehmen Beacon und Celebrity als Musikverlage weiter und war Promoter von Jazz- und Blues-Musikern.

## Musikproduktionen (Auswahl)
- 1952: R & B Groups From Joe Davis (mit Eddie Carter Quartet, The Crickets, The Bleners, The Five Barons)
- 1956: Otis Blackwell – Singin’ the Blues (Joe Davis LP 12": JD 109[31])
- 1961: Elmo Hope – High Hope (Beacon LP 12": LP/BS 401)
- 1962: Elmo Hope – Here's Hope (Celebrity LP 12": 209)